# Tony Aitken
Tony Aitken (* 20. Juni 1946 in Solihull, Warwickshire) ist ein britischer Schauspieler.

## Leben
Aitken besuchte die Belmont Abbey School sowie das St. Mary’s University College in London, wo er sich zum Schauspiellehrer ausbilden ließ. Mit Beginn der 1970er Jahre hatte er erste Gastrollen in Fernsehserien wie Das Haus am Eaton Place, Z Cars und Deckname Seeney. 1977 spielte er in der sechsteiligen Serie London Belongs to Me und zwischen 1979 und 1980 hatte er die Hauptrolle in der Sitcom End of Part One. Im selben Jahr spielte er eine Gastrolle als Englisch sprechender Auftragskiller aus Simmering in der österreichischen Krimiserie Kottan ermittelt. In der zweiten Staffel von Rowan Atkinsons Blackadder hatte er eine wiederkehrende Rolle.
Zu seinen Spielfilmrollen gehören kleine Nebenrollen in Terry Gilliams Jabberwocky und im achtfach Oscar-nominierten Filmdrama Was vom Tage übrig blieb. Aitken betreibt ein Tonstudio, in dem er Radio- und Fernsehwerbespots produziert.

## Filmografie (Auswahl)
- 1972: Das Haus am Eaton Place (TV-Serie)
- 1973: Z Cars
- 1975: Die Füchse (The Sweeney)
- 1977: London Belongs to Me
- 1977: Jabberwocky
- 1979: End of Part One
- 1980: Kottan ermittelt (TV-Serie, eine Folge)
- 1984: No 73
- 1986: Blackadder (TV-Serie)
- 1989: Agatha Christie’s Poirot (TV-Serie)
- 1990: Agenten kennen keinen Schlaf
- 1993: Was vom Tage übrig blieb (The Remains of the Day)
- 1996: Die magische Münze
- 2001: Down to Earth
- 2002: Anazapta – Der schwarze Tod (Anazapta)
- 2004: Casualty